# Koninklijke Omaanse luchtmacht
De Koninklijke Omaanse luchtmacht is de luchtarm van de
krijgsmacht van het Sultanaat Oman.

## Geschiedenis
Eind 1959 werd Oman onafhankelijk van het Verenigd Koninkrijk.
Op 1 maart van dat jaar was met Britse hulp de Luchtmacht van het Sultanaat
Muscat en Oman opgericht. De eerste toestellen waren vier Scottish Aviation PioneerCC1's
van de Royal Air Force. In 1969 kwamen de eerste
straaljagers. Medio 1970 veranderde de luchtmacht gelijktijdig met het land
van naam en werd de Luchtmacht van het Sultanaat Oman. In 1990 ontstond de
huidige Koninklijke Omaanse Luchtmacht. In 2005 kreeg de luchtmacht haar eerste
F-16's geleverd.

## Luchtmachtbases

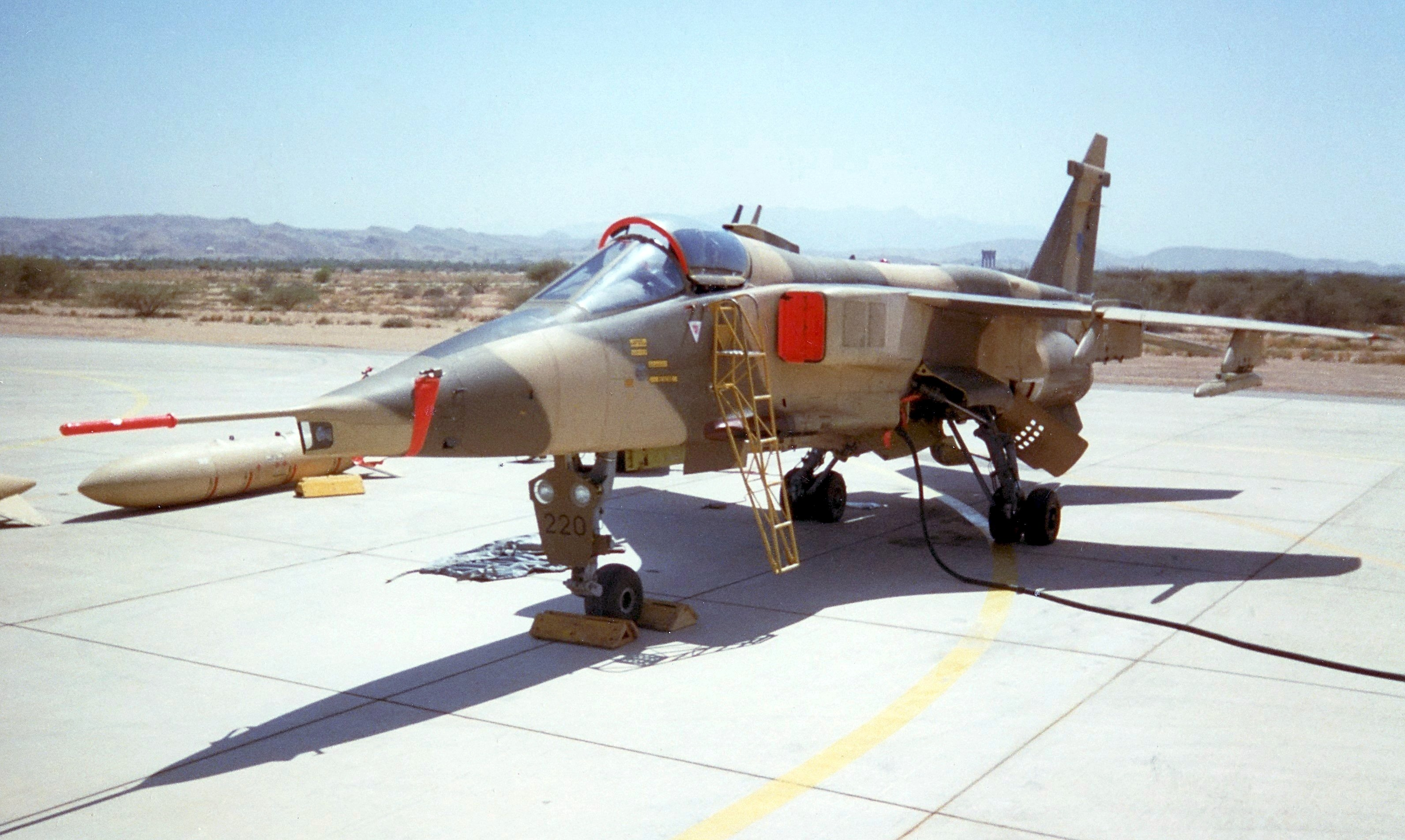
Sepecat Jaguar op de basis in Seeb; 2001.

## Inventaris

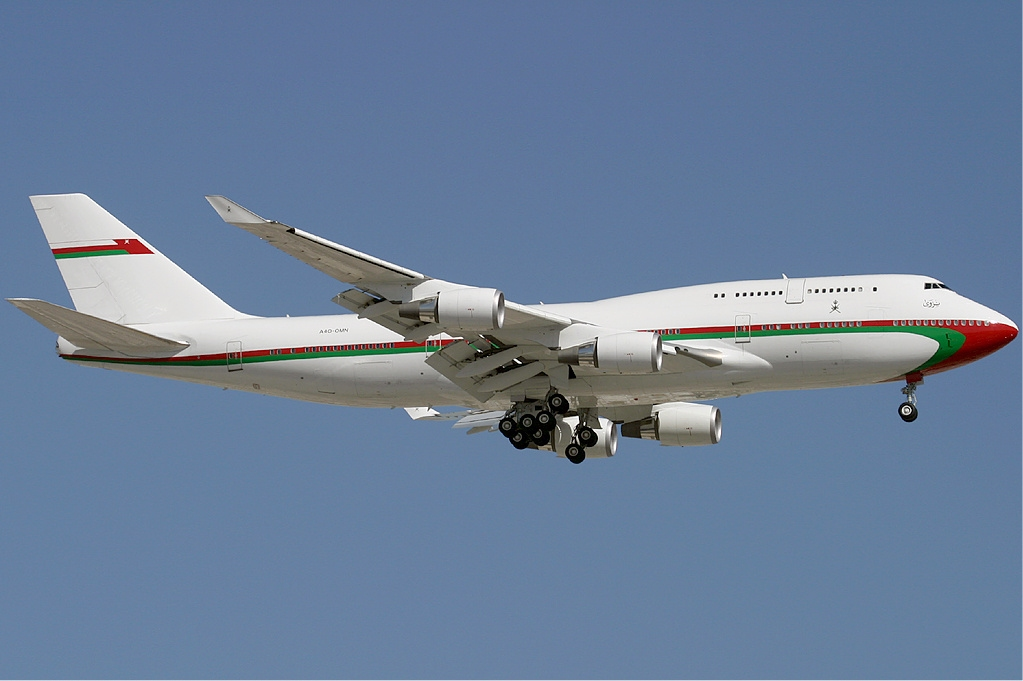
Boeing 747-400 voor de Sultan van Oman; 2006.

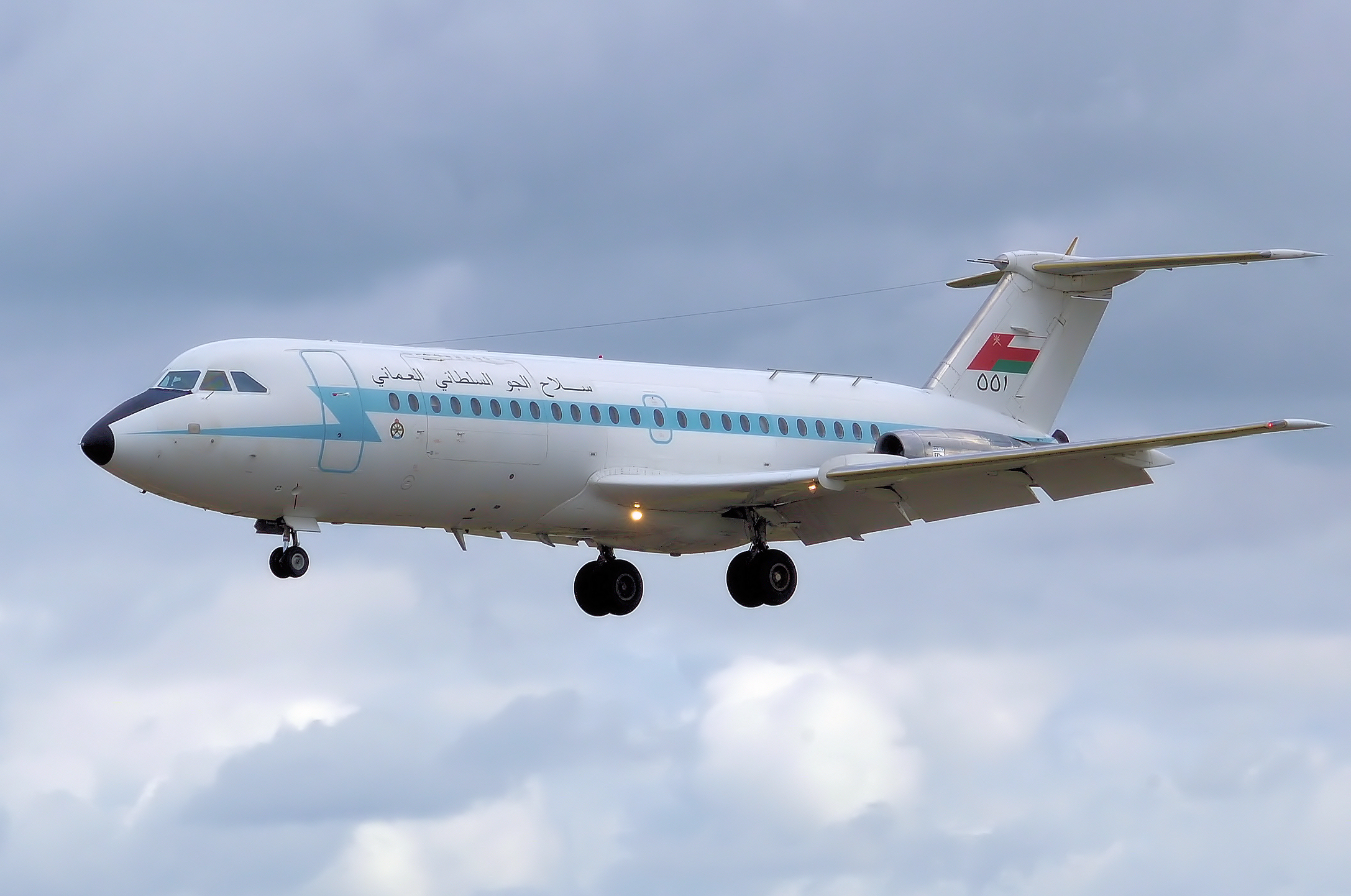
Een BAC One-Eleven van de Omaanse luchtmacht; 2008.

| Toestel                 | Versie(s)         | # (or.)     | Rol              | Herkomst                   |             |
| Vliegtuigen             | Vliegtuigen       | Vliegtuigen | Vliegtuigen      | Vliegtuigen                | Vliegtuigen |
| ----------------------- | ----------------- | ----------- | ---------------- | -------------------------- | ----------- |
| Airbus A320             | A320CJ            | 0           | transport        | Frankrijk                  |             |
| BAC One-Eleven          | 485               | 4           | transport        | Verenigd Koninkrijk        |             |
| BAe Hawk                | 103 203           | 4 11        | training gevecht | Verenigd Koninkrijk        |             |
| Dornier Do 228          | Do 228-100        |             | transport        | Duitsland                  |             |
| Lockheed C-130 Hercules | C-130H            | 3           | transport        | Verenigde Staten           |             |
| Lockheed Martin F-16    | F-16C F-16D       | 12          | gevecht          | Verenigde Staten           |             |
| MFI-17 Mushshak         |                   | 7           | training         | Pakistan                   |             |
| Pilatus PC-9            | PC-9M             | 12          | training         | Zwitserland                |             |
| Sepecat Jaguar          | S B               | 2/16        | grondaanval      | Verenigd Koninkrijk        |             |
| Short SC.7 Skyvan       | 3M                | 2/10        | transport        | Verenigd Koninkrijk        |             |
| Super Falke             |                   | 2           | training         | Duitsland                  |             |
| Helikopters             |                   |             |                  |                            |             |
| Agusta-Bell AB205       | AB205A-1          | 21          | SAR              | Italië                     |             |
| Agusta-Bell AB212       | AB212             | 3           |                  | Italië                     |             |
| AgustaWestland AW139    |                   | 1           |                  | Italië                     |             |
| Bell 206                | 206B              | 3           |                  | Verenigde Staten           |             |
| Bell HH-1H              |                   | 20          |                  | Verenigde Staten           |             |
| Eurocopter Super Puma   | AS 332C AS 332L-1 | 3           |                  | Frankrijk Duitsland Spanje |             |
| NHI NH90                |                   | 0           |                  | Frankrijk                  |             |
| Westland Lynx           | Mk 120            | 15          |                  | Verenigd Koninkrijk        |             |